# 杰夫·沃克
杰夫·沃克（英語：Geoff Walker，1985年11月28日—），加拿大男子冰壶运动员。他曾代表加拿大参加2022年冬季奥林匹克运动会冰壶比赛，获得一枚铜牌。他也曾在世界男子冰壶锦标赛上获得一枚金牌和两枚银牌。